# 298 Baptistina

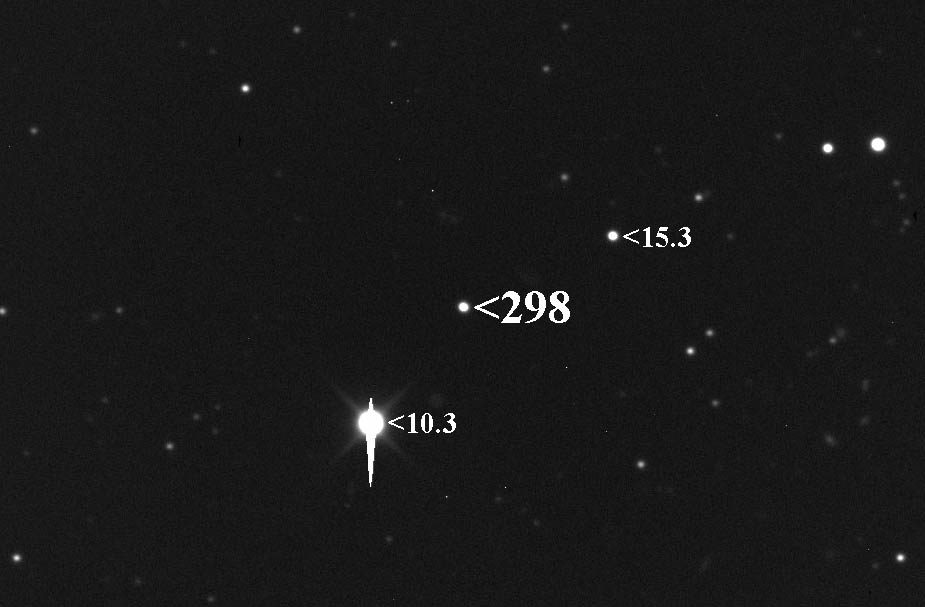
298 Baptistina

298 Baptistina eller A890 RB är en asteroid upptäckt 9 september 1890 av den franske astronomen A. Charlois i Nice. Bakgrunden till asteroidens namn är inte känt.
Asteroidens yta består delvis av olivin och pyroxen.
Den tillhör och har givit namn åt asteroidgruppen Baptistina.